# Musical Mallorca
Musical Mallorca fue un festival musical celebrado anualmente en la ciudad española de Palma de Mallorca entre 1975 y 1978 que combinó dos facetas, una demostrativa (Mostra del Disco) y otra competitiva (Certamen Internacional de Canciones). El evento se desarrollaba en tres galas: en la primera gala se celebraba la semifinal del Certamen Internacional de Canciones; en la segunda, la Mostra del Disco; y en la tercera, la final del Certamen Internacional de Canciones.
En la Mostra del Disco, artistas consagrados interpretaban dos canciones de su repertorio, una de éxito y otra en riguroso estreno que aspiraba a convertirse en éxito en la temporada estival. Al año siguiente, se premiaba al estreno que mayor éxito había cosechado con el trofeo Illa d'Or.
En el Certamen Internacional de Canciones, artistas de todo el mundo competían por los tres primeros premios del festival: Illa d'Or, Illa d'Argent e Illa de Bronze; el 4º y el 5º clasificados obtenían una placa de plata. El jurado, además, concedía el premio al mejor arreglo, el premio de la crítica, el premio a la elegancia y el premio al personaje más simpático.
El periodista José Luis Uribarri ejerció de director del evento y Augusto Algueró ocupó el cargo de director musical. Todas las interpretaciones, tanto de la Mostra como del Certamen Internacional de Canciones, se realizaban en directo con el acompañamiento de orquesta.

## Primera edición, 1975
Celebrada los días 17, 18 y 19 de abril de 1975. Contó con las presentaciones de José Luis Uribarri, Marisa Medina y Mónica Randall. 
En la Mostra del Disco se dieron cita Julio Iglesias, Massiel, Juan Pardo, Fórmula V, Cecilia, Danny Daniel, Donna Hightower, Peret, Los Diablos, Jeremy Lubbock, Junior, Mari Trini, Luis Aguilé y Tony Ronald. En Musical Mallorca'76 se desveló que de todos los temas estrenados en esta Mostra, el más popular según datos de la SGAE fue Carolina de Fórmula V, premiada con el trofeo Illa d'Or. En el fin de fiesta participaron Mireille Mathieu, Domenico Modugno y Paul Mauriat.  
Precisamente Paul Mauriat fue el compositor de la canción ganadora del Certamen Internacional de Canciones, Elle arrive aujourd'hui, interpretada por Jean Gabilou, condecorado con el trofeo Illa d'Or. Entre los participantes figuró Mia Martini por Italia con la canción Nevicate, pero solo pudo alcanzar el premio de la crítica. La representación de Venezuela corrió a cargo del tema Oye, viejo tonto, compuesto e interpretado por Aldemaro Romero. Por España concurrieron Tony Landa con la canción Un barco a la deriva y Los Valdemosa con Juntos también. 
El jurado estuvo presidido por Henry Mancini y sus componentes fueron Sammy Cahn, Jorge Arandes, Narciso Ibáñez Serrador, Juan Carlos Calderón, Carlos Ansalde, Taki Katoh y Jaime Enseñat Velasco. 
| Puesto | País      | Título                            | Intérprete       |
| ------ | --------- | --------------------------------- | ---------------- |
| 1º     | Francia   | Elle arrive aujourd'hui           | Jean Gabilou     |
| 2º     | Japón     | Heya no kagi                      | Hatsumi Shibata  |
| 3º     | Polonia   | Wolaniem wolam cie                | Ursula Spinska   |
| 4º     | Argentina | Los pájaros perdidos              | Astor Piazzolla  |
| 5º     | Alemania  | Hier kommt der Mann mit der Geige | Helmut Zacharias |

Mostra del Disco de Musical Mallorca 1975

## Segunda edición, 1976
Los días 6, 7 y 8 de mayo de 1976 se celebró Musical Mallorca 1976, nuevamente con las presentaciones de José Luis Uribarri, Marisa Medina y Mónica Randall. El evento fue retransmitido a una audiencia potencial de 400 millones de espectadores de varios países de Europa, América y norte de África.
En la Mostra del Disco actuó Julio Iglesias, Rocío Jurado, Al Bano y Romina Power, Albert Hammond, Les Humphries Singers, Danny Daniel, Iva Zanicchi, Paco de Lucía, Antonio Carlos, Fernando de Madariaga,  Jocafi y Maria Creuza, Mari Trini y Ray Conniff. Un año después se desvelaría que la canción estrenada en Musical Mallorca'76 que mayor eco popular tuvo fue Échame a mí la culpa de Albert Hammond, quien recibió el trofeo Illa d'Or al año siguiente.
El Certamen Internacional de Canciones contó con 20 intérpretes representantes de otros tantos países. Ganó la Illa d'Or el brasileño Morris Albert con una canción en inglés titulada So nice. Su triunfo fue polémico porque la canción incumplía con los bases de convocatoria del certamen: duraba cinco minutos en vez de tres como máximo y Aldemaro Romero, padre de Elaiza Romero, autora de la letra, figuraba en el jurado.
La representación española corrió a cargo de tres cantantes femeninas: Regina (Tu maleta, compuesta por Juan Carlos Calderón), Isabel Patton (No sabes lo que es amor, compuesta por el Dúo Dinámico) y Margaluz (El jardín de mis recuerdos, compuesta por Lorenzo Santamaría). 
Otros participantes fueron Daniel Indart (Venezuela, Vi la luz), Tereza (Yugoslavia), Lars Berghagen (Suecia) 
| Puesto | País       | Canción          | Intérprete       |
| ------ | ---------- | ---------------- | ---------------- |
| 1º     | Brasil     | So nice          | Morris Albert    |
| 2º     | Sudáfrica  | Maru a pula      | Letta Mbulu      |
| 3º     | Japón      | Ai no nohoem     | Matsuzaki        |
| 4º     | Luxemburgo | Brasilo, Brasila | Best Wishes      |
| 5º     | Italia     | Vacanze          | Rosanna Fratello |

La FIDOF (Federación Internacional de Organizaciones de Festivales) concedió en 1976 el Óscar de Oro a Musical Mallorca por considerarlo el festival de la canción más importante de todos los celebrados en el año anterior.
Mostra del Disco de Musical Mallorca 1976

## Tercera edición, 1977
Marisa Abad e Isabel Tenaille acompañaron a José Luis Uribarri en la presentación de la III edición de Musical Mallorca, que se desarrolló del 26 al 28 de mayo de 1977.
Los artistas que participaron en la Mostra del Disco fueron Raphael, Manolo Escobar, María Ostiz, Manhattan Transfer, Albert Hammond, Massimo Ranieri, Roberta Kelly, Lorenzo Santamaría, Richard Cocciante, Manolo Sanlúcar, Jesse Green y Lalo Schifrin. Al año siguiente se desvelaría que la canción más popular de esta Mostra, según la SGAE, fue The speak up mambo (Cuéntame) del grupo Manhattan Transfer.
La representación alemana venció en el Certamen Internacional de Canciones gracias a la intérprete Peggy March con el tema You and I. El jurado del certamen, compuesto por Joan Collins, William Conrad, Steve Forrest o Kabir Bedi, entre otros, asignó los cinco primeros premios del certamen y condecoró a María Ostiz con el premio a la elegancia y a la finlandesa Marion Rung (que se presentaba con Maa jota rakastan) con el premio al personaje más simpático.
En el Certamen Internacional compitieron 20 países con una canción cada uno. España, como país anfitrión, presentó dos canciones: La generación del Pacto Americano (defendida por el grupo Vino Tinto) y La última vez (cantada por Tony Frontiera).
| Puesto | País           | Canción           | Intérprete     |
| ------ | -------------- | ----------------- | -------------- |
| 1º     | Alemania       | You and I         | Peggy March    |
| 2º     | Francia        | Les petits matins | Soula Markisi  |
| 3º     | Japón          | Simple loce       | Junko Ohashi   |
| 4º     | Estados Unidos | You gotta move    | Etta Cameron   |
| 5º     | Mónaco         | Rien n'a changé   | Caroline Grant |

Mostra del Disco de Musical Mallorca 1977

## Cuarta edición, 1978
Del 4 al 6 de mayo de 1978 tuvo lugar el IV Musical Mallorca, copresentado por José Luis Uribarri, Concha Velasco e Isabel Borondo.
Los artistas que tomaron parte en la Mostra fueron Manhattan Transfer, Umberto Tozzi, Massiel, Felipe Campuzano, Tavares, Raffaella Carrá, Julio Iglesias, Mocedades, Demis Roussos, Jorge Ben y Paul Mariat.
La parte competitiva fue ganada por México, que presentaba Señor amor, compuesto por Armando Manzanero e interpretado por Dulce, que además se llevó el Premio de la crítica concedido por toda la prensa nacional e internacional acreditada en Mallorca. España estuvo representada por Acuario (Haz el amor), Santy Bono (Ven a Mallorca) y Tino Casal (Emborráchate). Otros participantes fueron Grethe Ingmann (Dinamarca), Ben Cramer (Países Bajos, He knows), Louis Neefs (Bélgica) y Catherine Ferry (Suiza).
El jurado técnico estuvo formado por compositores de diversos países que decidieron los premios que se concedieron y lo integraron Elmer Bernstein (presidente), Stelvio Cipriani, Paul Williams, Masafumi Watanabe, Alberto Semprini, Jorge Arandes Masip, Guillermo Sautier Casaseca y Jaime Señat Velasco.
Hubo además un jurado artístico que tuvo la misión de conceder premios de interpretación y lo formaron actores como Sancho Gracia, Franco Nero, Analía Gadé, Richard Jordan, Agostina Belli, Eddie Barclay, Sylvia Kristel, Antonella Lualdi y Robert Stack, además de Augusto Algueró Algueró. Concedieron el premio al personaje con mejores dotes cinematográficas (Dulce), el premio a la elegancia (Yukari Itoh) y el premio a la simpatía (Sherwin).
| Puesto | País           | Canción                          | Intérprete         |
| ------ | -------------- | -------------------------------- | ------------------ |
| 1º     | México         | Señor amor                       | Dulce              |
| 2º     | Reino Unido    | All my love is loving you        | Jackie Beason      |
| 3º     | Japón          | Watashi wa tonde kinishinai      | Yukari Itoh        |
| 4º     | Italia         | Piccolina                        | Dario Baldan       |
| 5º     | España         | Haz el amor                      | Acuario            |
| F      | Luxemburgo     | Un peu toujours, un peu tot hore | Dimitri            |
| F      | Estados Unidos | One more time                    | Sherwin            |
| F      | Alemania       | Sarah's room                     | Anne-Karin         |
| F      | Brasil         | Rostro sudado                    | Ronnie Von         |
| F      | Francia        | Les arbres meurent               | Mathieu Fitzgerald |
| F      | España         | Ven a Mallorca                   | Santy Bono         |
| F      | Canadá         | Stay and play                    | Peter May          |
| F      | Suiza          | Le chanteur anglais              | Catherine Ferry    |
| SF     | España         | Emborráchate                     | Tino Casal         |
| SF     | Dinamarca      | ?                                | Grethe Ingmann     |
| SF     | Países Bajos   | He knows                         | Ben Crammer        |
| SF     | Bélgica        | ?                                | Louis Neefs        |
| SF     | Francia        | ?                                | Guy Marchand       |

La de 1978 fue la última edición de Musical Mallorca por el ambiente tenso que se creó en la isla. Por un lado la escasez de subvenciones de Fomento del Turismo de Mallorca y por otro, las protestas del Sindicato Profesional Independiente de Músicos y Artistas de Baleares, que manifestaban su disgusto porque en ninguna de las cuatro ediciones celebradas se contrató a músicos de las Islas Baleares pese a existir muchos profesionales en paro en el archipiélago. Todo esto desencadenó que José Luis Uribarri, metido ya en la dirección del programa Aplauso, no llegase a organizar una quinta edición de Musical Mallorca.
Mostra del Disco de Musical Mallorca 1978
Gran final de Musical Mallorca 1978

## Ganadores
Los ganadores del Certamen Internacional de canciones de Musical Mallorca fueron:
| Año  | País     | Título                  | Intérprete    |
| ---- | -------- | ----------------------- | ------------- |
| 1975 | Francia  | Elle arrive aujourd'hui | Jean Gabilou  |
| 1976 | Brasil   | So nice                 | Morris Albert |
| 1977 | Alemania | You and I               | Peggy March   |
| 1978 | México   | Señor amor              | Dulce         |

- Datos: Q56377489

1. ↑  «ABC SEVILLA (Sevilla) - 22/04/1975, p. 106 - ABC.es Hemeroteca». hemeroteca.sevilla.abc.es. Consultado el 26 de enero de 2018.
2. ↑  Digital, La Vanguardia. «Edición del martes, 30 marzo 1976, página 61 -   Hemeroteca - Lavanguardia.es». hemeroteca.lavanguardia.com. Consultado el 27 de enero de 2018.
3. ↑  Retroclips (9 de octubre de 2016), Festival Musical Mallorca de 1976 - Ganador Morris Albert de Brasil con "So Nice", consultado el 26 de enero de 2018.
4. ↑  Digital, La Vanguardia. «Edición del jueves, 13 mayo 1976, página 60 -   Hemeroteca - Lavanguardia.es». hemeroteca.lavanguardia.com. Consultado el 26 de enero de 2018.
5. ↑  Digital, La Vanguardia. «Edición del viernes, 07 mayo 1976, página 53 -   Hemeroteca - Lavanguardia.es». hemeroteca.lavanguardia.com. Consultado el 27 de enero de 2018.
6. ↑  «ABC (Madrid) - 31/05/1977, p. 117 - ABC.es Hemeroteca». hemeroteca.abc.es. Consultado el 26 de enero de 2018.
7. ↑  Digital, La Vanguardia. «Edición del martes, 31 mayo 1977, página 56 -   Hemeroteca - Lavanguardia.es». hemeroteca.lavanguardia.com. Consultado el 26 de enero de 2018.
8. ↑  «Blanco y Negro (Madrid) - 25/05/1977, p. 10 - ABC.es Hemeroteca». hemeroteca.abc.es. Consultado el 26 de enero de 2018.
9. ↑  «ABC (Madrid) - 10/05/1978, p. 101 - ABC.es Hemeroteca». hemeroteca.abc.es. Consultado el 26 de enero de 2018.
10. ↑  País, Ediciones El (13 de abril de 1978). «Protestas contra el Musical Mallorca». El País. ISSN 1134-6582. Consultado el 26 de enero de 2018.